# The Truman Show
The Truman Show è un film del 1998 diretto da Peter Weir, sceneggiato da Andrew Niccol e interpretato da Jim Carrey, in una delle sue prove attoriali più apprezzate.
È una satira fantascientifica che descrive una situazione paradossale portata all'estremo, dalla quale emergono temi filosofici. Trae ispirazione da diversi elementi: la serie Ai confini della realtà, diverse idee e intuizioni sviluppate nel romanzo di fantascienza Tempo fuor di sesto di Philip K. Dick e l'allora nascente moda di raccontare la vita in televisione attraverso i reality show.
Il film è stato candidato a tre Premi Oscar nel 1999 e premiato con tre BAFTA e altrettanti Golden Globe.

## Trama
Truman Burbank è un trentenne apparentemente pieno di vita e sempre sorridente che non sa di essere il protagonista involontario di uno spettacolo televisivo, il Truman Show, un racconto sulla sua stessa vita, ripresa in diretta sin dalla nascita, quando fu prelevato da una gravidanza indesiderata e "adottato" da un'emittente televisiva. Un servizio giornalistico spiega l'antefatto attraverso un'intervista a Christof, il regista-demiurgo dello spettacolo, che illustra il successo dello show ottenuto in tutto il mondo. 
Sull'isolotto su cui abita, Seahaven, il giorno e la notte sono artificiali, così come il mare e tutti i fenomeni atmosferici; in realtà Seahaven Island è un gigantesco studio televisivo, il più grande del mondo, con migliaia di telecamere piazzate nei posti più inaspettati, dove nella luna del finto cielo Christof dirige lo show come una sorta di trascendente burattinaio. Tutte le persone che Truman incontra e con le quali si relaziona, compresi i genitori, l'amico Marlon e sua moglie Meryl, sono degli attori che hanno lo scopo di manipolare e pianificare, secondo le esigenze della produzione con cui sono in contatto per via di microfoni, la vita di Truman (oltre che a commercializzare i prodotti del programma, che generano cospicue entrate). Con l'avvicinarsi del trentesimo anniversario della trasmissione Truman, che già percepisce un senso di estraniazione nella sua vita apparentemente tranquilla e agiata, inizia a dubitare della realtà in cui vive quando incominciano ad accadere strani avvenimenti, come la caduta dal cielo di un riflettore (dovuta al fatto che con il passare del tempo il set si sta deteriorando) o l'intercettazione da parte della sua radio di un canale di comunicazione interno che segue i suoi movimenti e dà istruzioni ad attori e figuranti.
Truman comincia così a vedere i suoi affetti più cari scolorire nei volti di perfetti estranei e cerca conferme alla sua vita reale riguardando le vecchie fotografie di famiglia, che però non esauriscono i suoi dubbi, né calmano la sua crescente irrequietezza, che si traduce in un desiderio di evadere verso un luogo lontano. Questa sua voglia di fuga, incompatibile con il programma televisivo, mette in difficoltà sempre maggiore gli attori del cast, che si vedono costretti a inventare nuove soluzioni per impedirgli di allontanarsi dall'isola e scoprire la verità. Alcuni inconvenienti tecnici, uniti alle gaffe di alcune comparse, che lasciano intendere come tutto sia una finzione o lo chiamano per nome pur non conoscendolo, trasformano presto i sospetti di Truman in certezza; di conseguenza Meryl, sempre più stressata dal comportamento irrequieto e imprevedibile del "marito", dopo essere stata quasi costretta a dirgli la verità, ha un esaurimento nervoso e viene fatta uscire di scena dalla produzione. Truman aveva iniziato ad avere forti sospetti su di lei, guardando una foto del loro matrimonio, dove mentre Meryl lo bacia, teneva le dita incrociate.
Truman intanto ricorda, alla luce della verità che gli si va rivelando, alcuni episodi della sua giovinezza, tra i quali l'incontro con una ragazza, Sylvia, che nello show aveva il ruolo di una comparsa silenziosa di nome Lauren e di cui Truman si era subito innamorato. Sylvia, che aveva avvertito Truman che non le era permesso di parlare con lui, si era anche lei innamorata e aveva provato sdegno e compassione per la condizione in cui veniva fatto vivere; cercò quindi di rivelargli la realtà ribellandosi all'omertà dello staff, che la allontanò in modo forzoso dal programma (in seguito a ciò, nella vita reale la ragazza darà inizio alla campagna "Liberate Truman", un movimento da lei ideato per ottenere la liberazione di Truman dal set-prigione dello spettacolo). A Truman, che dovrà sposare Meryl 
poiché più adatta alle esigenze della produzione, si dirà che Lauren era una schizofrenica e che è dovuta partire con la sua famiglia alle isole Figi. Truman tuttavia non smetterà mai di pensare a lei e di sperare di arrivare alle Figi, nonostante gli venga fatto credere che quelle esotiche isole si trovino in capo al mondo e che tentare di raggiungerle sia estremamente pericoloso. Inizialmente Truman voleva subito partire per andare a cercarla, ma inscenarono che sua madre si era gravemente ammalata. Truman decise di rimanere per occuparsi di lei, ma senza mai smettere di trovare un modo di raggiungere  Sylvia.
Il protagonista si avvicina sempre più alla realtà quando in una delle comparse riconosce suo padre, che lui ricordava essere annegato durante una gita in mare con lui da giovane; in realtà l'episodio era stato un espediente per inculcargli la paura dell'acqua e non farlo allontanare mai dall'isola. Christof, per risolvere la situazione e placare l'animo di Truman, alla fine lo fa riunire con il padre reintegrandolo nello show (con il pretesto che in seguito all'incidente ha avuto un'amnesia), ponendo fine alla sua crisi e iniziando a preparare il prossimo arco narrativo dello spettacolo. Il regista dichiara che Truman potrebbe andarsene in qualsiasi momento, dallo show, dichiarando che se la sua determinazione fosse assoluta, non avrebbero potere per fermarlo.
La situazione quindi sembra tornare sotto controllo e Truman riprende la sua solita routine quotidiana, se non fosse per il fatto che inizia a dormire nel seminterrato di casa sua, cosa che insospettisce Christof e il suo staff; una notte tuttavia Truman riesce ad eludere la sorveglianza delle telecamere  e del cast tramite un tunnel scavato di nascosto, per poi avventurarsi su una piccola barca nel finto mare del set, che inutilmente Christof fa sconvolgere da una violentissima tempesta, mettendo a rischio la stessa vita del suo personaggio. Quando il regista si rende conto che ormai Truman ha scoperto la verità ed è disposto anche a morire pur di far cessare la farsa, decide di interrompere la tempesta e parlare con lui direttamente dal cielo della scenografia televisiva, cercando di convincerlo che la finta vita del colorato set televisivo sia migliore e più vera della grigia vita reale.
Truman tuttavia non cade nella tentazione, preferendo la cruda verità al falso Eden; egli dunque, ormai giunto all'uscita dell'enorme set, dopo aver salutato scherzosamente un'ultima volta il suo pubblico con il suo tormentone, si avvia verso la vita vera. Sylvia, felice per la scelta di Truman, si precipita a incontrarlo, mentre i telespettatori di tutto il mondo esultano per il finale. Sconfitti, Christof e i suoi supervisori terminano il programma con un'inquadratura della porta aperta, mentre gli ex-spettatori del Truman Show, con grande nonchalance, iniziano a cercare qualcos'altro da guardare in TV.

## Produzione
Andrew Niccol scrisse un breve trattamento intitolato The Malcolm Show nel maggio 1991. La bozza originale era un thriller di fantascienza con la trama ambientata a New York. Niccol ha dichiarato: «Penso che tutti si interroghino sull'autenticità della loro vita in certi momenti, è come quando i bambini si chiedono se sono stati adottati.» Nell'autunno del 1993, il produttore Scott Rudin acquistò la sceneggiatura per poco più di un milione di dollari. La Paramount Pictures accettò immediatamente di distribuire il film. Parte dell'accordo prevedeva il debutto alla regia di Niccol, sebbene la Paramount ritenesse che il budget stimato di 80 milioni di dollari fosse troppo alto per lui. Inoltre, la Paramount era intenzionata a ingaggiare un regista più esperto, pagando a Niccol soldi extra per farsi da parte. Brian De Palma entrò in trattativa per dirigere il film, ma dovette rinunciare per motivi contrattuali nel marzo 1994. Altri registi presi in considerazione dopo la rinuncia di De Palma furono Tim Burton, Terry Gilliam e Barry Sonnenfeld. Anche Steven Spielberg era tra i papabili alla regia, ma dovette rinunciare perché impegnato nella pre-produzione di Amistad e del successivo Salvate il soldato Ryan, prima della firma di Peter Weir a inizio 1995, in seguito a raccomandazione di Niccol. Bryan Singer desiderava dirigere il film, ma la Paramount decise di affidarsi al più esperto Weir.
Weir volle rendere il film più leggero, ritenendo la sceneggiatura di Niccol troppo oscura, in modo tale da far sembrare più credibile l'impegno del pubblico a guardare il reality in televisione 24 ore su 24. Più tardi nel 1995, Jim Carrey firmò per prendere parte al film, ma a causa dei suoi impegni con Il rompiscatole e Bugiardo bugiardo, non sarebbe stato disponibile per almeno un altro anno. Weir considerava Carrey perfetto per il ruolo e dunque decise di aspettare piuttosto che cercare un nuovo attore. Nel frattempo Niccol riscrisse la sceneggiatura sedici volte. Per il ruolo era stato considerato anche Robin Williams, ma Weir scelse Carrey dopo averlo visto in Ace Ventura - L'acchiappanimali. L'attore colse l'occasione per cimentarsi in un ruolo drammatico, per lui totalmente inedito. Carrey, che in quel periodo normalmente veniva pagato 20 milioni a film, accettò di fare The Truman Show per 12 milioni. Weir lasciò Carrey libero di esprimere le sue abilità di improvvisazione, come ad esempio nei monologhi davanti allo specchietto del bagno.
Le riprese del film iniziarono il 9 dicembre 1996 per concludersi il 21 aprile 1997. Il regista esplorò diverse località nella California orientale ma nessuna riuscì a soddisfarlo. Per l'isolotto di Seahaven furono riservati i teatri di posa degli Universal Studios, prima che la moglie di Weir segnalasse al marito Seaside, una comunità situata in Florida. La produzione si trasferì immediatamente a Seaside, dove ebbe luogo la maggior parte delle riprese. Altre scene furono girate ai Paramount Studios di Los Angeles. Per la scenografia furono presi come ispirazione i dipinti di Norman Rockwell e le cartoline degli anni sessanta. Weir, Peter Biziou e Dennis Gassner per realizzare determinate inquadrature studiarono le tecniche di videosorveglianza.
L'aspetto generale del film è influenzato dalle immagini televisive, in particolare gli spot pubblicitari: diverse inquadrature hanno personaggi appoggiati all'obiettivo con gli occhi spalancati e le scene interne sono molto illuminate, perché Weir voleva ricordare agli spettatori che "in questo mondo, tutto era in vendita". Laura Linney, l'attrice che interpreta la moglie di Truman, studiò attentamente i cataloghi Sears per sviluppare le pose del suo personaggio. Per completare alcune parti superiori del set si fece ricorso alla CGI.
Le scene con il personaggio di Christof furono le ultime a essere realizzate. Dennis Hopper era stato originariamente scelto per il ruolo, ma abbandonò la produzione per divergenze creative nell'aprile 1997, durante il periodo finale delle riprese. Ed Harris fu ingaggiato come sostituto all'ultimo momento. L'attore propose di rendere Christof gobbo, ma Weir declinò l'idea.

### Scelta dei nomi
Un'estrema cura è stata posta in The Truman Show nella scelta dei nomi dei personaggi e dei luoghi, scelta mai casuale e sempre carica di significati simbolici.
- Truman Burbank: Truman è un gioco di parole composto da due parole inglesi: True (vero) e Man (uomo). Questo indica subito che Truman è l'unico a essere reale nello show, e ogni altro è un falso. Il significato contenuto nel nome è ulteriormente sottolineato nel dialogo finale fra Truman e Christof: Truman: "Non c'era niente di vero?" Christof: "Tu eri vero!". Il cognome di Truman, Burbank, fa riferimento alla città di Burbank in California, sede di molti studi televisivi e cinematografici. In una scena tagliata, Truman poco dopo la sua fuga, si confonde con gli altri attori, che lo stanno cercando, avendo compreso dove sono nascoste le telecamere. Quando il regista attiva il sole, Truman raggiunge di nascosto il porto, salendo sulla barca, la Santa Maria, togliendo gli ormeggi preparandosi a salpare.
- Meryl: la moglie di Truman è così chiamata in riferimento a Meryl Streep, un'attrice. Infatti non è altro che un'attrice che recita il ruolo di qualcuno che ama Truman, ma in realtà non prova sentimenti per lui e anzi, come ammetterà lo stesso protagonista, lei riesce a malapena a sopportarlo e ben presto, il suo comportamento sempre più folle la porta ad uscire dal suo personaggio e ad essere rimossa dallo show.
- Marlon: Il miglior amico di Truman prende il nome da Marlon Brando. Anche lui è solo un attore ma, a differenza di Meryl, potrebbe avere veri sentimenti di amicizia per Truman. Sebbene nel film finale non lo dia a vedere, in diverse scene tagliate della pellicola Marlon è visto esprimere risentimento per essere costretto a mentire a Truman (infatti fu introdotto nello show sin da quando era bambino, pertanto la sua apparente amicizia in realtà è sempre stata sincera); a prova di ciò, sempre in un'altra sequenza eliminata, aiuta Truman a fuggire evitando di rivelarne la presenza al gruppo di attori che lo sta cercando. Come si è visto in una cartellone di Sylvia nella sua stanza, Marlon è entrato a far parte del gruppo Liberate Truman.
- Christof: Il creatore dell'universo di Truman è un'evidente allusione a Cristo. Christof osserva il suo mondo dal cielo, all'interno della falsa luna dove ha sede lo studio. Come Dio, Christof fa sorgere sul set il sole in piena notte per agevolare le ricerche di Truman che si è nascosto per fuggire. Un ulteriore punto di vista propone Christ-of(f),  cioè l'assenza di Cristo, per sottolineare come il personaggio sia una sorta di diabolico burattinaio. Questo suo lato oscuro è evidenziato in una delle sequenze tagliate dalla pellicola, in cui Christof raduna gli attori del cast per informarli dei prossimi sviluppi dello spettacolo: far innamorare Truman di un'altra attrice per sostituire Meryl e fargli concepire con lei un bambino, per poi iniziare a riprendere la vita di quest'ultimo sin dalla nascita come già fatto con il padre (cosa che sconvolge i membri del cast, in particolare Marlon).
- Ogni strada o piazza nella città di Truman ha il nome di un attore (es. Lancaster Square).
- Il nome della barca con la quale Truman decide di affrontare il mare per fuggire dalla città è Santa Maria, come una delle caravelle di Cristoforo Colombo che uscirono dal mondo allora conosciuto varcando l'ignoto per approdare a un nuovo mondo.
- La città artificiale nella quale vive si chiama Seahaven, letteralmente "rifugio di mare", "porto sicuro", riferito a un luogo che doveva apparire a Truman il più rassicurante possibile (in tutta la vicenda il protagonista viene continuamente dissuaso dal tentare di uscire dalla città) e il nome inoltre, con la sua assonanza con heaven (paradiso) richiama a un'idea di luogo ameno e idilliaco. Nella targa dell'auto di Truman, inquadrata in primo piano in una scena del film, si legge: "Seahaven - il posto migliore in cui vivere". È indicativo anche il motto della città che appare al minuto 15'45" : "UNUS PRO OMNIBUS, OMNES PRO UNO", ovvero "Uno per tutti, tutti per uno".

## Colonna sonora
Le musiche utilizzate nel film, oltre alla colonna sonora scritta da Philip Glass (utilizzata peraltro anche in Powaqqatsi di Godfrey Reggio e in un'edizione di Metropolis, il capolavoro del cinema muto di Fritz Lang) e da Burkhard von Dallwitz, comprendono estratti dei seguenti pezzi:
- Sonata per Piano n°11 in La maggiore K331 - Rondò alla turca - Wolfgang Amadeus Mozart
- Twentieth Century Boy - The Big Six
- Concerto per Piano n°1 in Mi minore, Opus 11 - Secondo tempo - Fryderyk Chopin
- Concerto per corno n°1 in Re maggiore - Wolfgang Amadeus Mozart
- Love Is Just Around the Corner - Jackie Davies
- Wiegenlied - Johannes Brahms

Lo stesso Philip Glass appare nel film per una decina di secondi, mentre suona al pianoforte la sua musica, dopo l'intervista televisiva a Christof.

## Distribuzione
La data di uscita era stata originariamente fissata per l'estate 1997, ma la Paramount la posticipò di un anno. Il film uscì nelle sale statunitensi il 5 giugno 1998 e in quelle italiane il 10 settembre.

### Doppiaggio
Il doppiaggio dell'edizione italiana del film fu diretto da Marco Guadagno e a doppiare Jim Carrey fu Roberto Pedicini, che vinse per la sua interpretazione il Nastro d'argento al miglior doppiaggio maschile del 1999. Lorena Bertini, doppiatrice del personaggio di Natascha McElhone (Lauren/Sylvia), si occupò anche dell'adattamento dei dialoghi.

## Promozione

### Tagline
(Tagline del film)

## Accoglienza

### Incassi
Il film ha incassato 125618201 $ nel Nord America e 138500000 $ nel resto del mondo, per un totale di 264118201 $.

### Critica
Il sito aggregatore di recensioni Rotten Tomatoes riporta che il 94% delle 162 recensioni professionali ha dato un giudizio positivo sul film, con un voto medio di 8,50 su 10. Il consenso critico del sito recita: "Un film divertente, tenero e stimolante, The Truman Show è ancora più degno di nota per la sua visione straordinariamente preziosa della cultura delle celebrità in fuga e una nazione con una sete insaziabile di dettagli privati di vite ordinarie." Su Metacritic il film detiene un punteggio medio di 90 su 100, basato sul parere di 30 critici, indicando "acclamazione universale".
Il film è innanzitutto una lucida e amara visione, profetica per l'epoca in cui il film è uscito, del potere incontrollato del medium catodico, del notevole impatto che da lì a breve avrebbero avuto i reality show, sempre più sovrapponibili alle soap opera, della crescente invadenza del mezzo televisivo nella sfera intima degli individui, poiché sempre più ormai a fare spettacolo sono le vicende private di persone qualunque, del sempre più labile confine che ormai divide il mondo della finzione televisiva dalla realtà umana. Al potere televisivo si sovrappone quello pubblicitario: tutto ciò che è mostrato nello spettacolo ha uno sponsor, spesso ostentato dalle inquadrature e al di fuori dello spettacolo, nella vita reale, dove si è creato un merchandising enorme: tutto ciò che concerne Seahaven è in vendita e per altro parecchio apprezzato dai fan di Truman.
La sferzante ironia di Peter Weir non condanna solo il mezzo televisivo e i suoi manovratori, ma anche il pubblico, che per anni segue ipnotizzato le vicende di Truman in TV, fa il tifo per lui durante la sua fuga solo perché lo vede come uno spettacolo più appassionante e al termine del programma inizia a cercare con grande noncuranza qualcos'altro da seguire, mentre per trent'anni, ormai assuefatto allo show, non si è mai indignato per ciò che è stato fatto al giovane, a sua insaputa.
Dietro l'apparenza di una commedia vivace e originale il film presenta in realtà l'intreccio di numerosi e complessi temi culturali ed elementi antropologici: l'essere umano che nasce libero ed è sempre in costante ricerca di libertà e della verità, il desiderio di poter essere artefici del proprio destino, il rapportarsi con il prossimo senza infingimenti, il superamento delle proprie paure (come farà Truman nel film, quando supererà la paura dell'acqua e sfiderà "l'oceano" in cerca della libertà). Dunque, il finale offre un riscatto liberatorio, come se un individuo, per quanto lo si possa ingabbiare, non possa essere imprigionato a oltranza.
Non sono mancate le più svariate interpretazioni del film, anche di tipo teologico e ontologico. Alcuni ritengono che il film tratti temi vicini alla corrente dello gnosticismo, secondo la quale il mondo in cui viviamo è essenzialmente falso, ed è il risultato del processo di creazione che il Demiurgo ha portato a termine. Un altro paragone religioso potrebbe essere connesso ai temi del Libro di Giobbe, in cui Satana impone a Giobbe una serie di dure prove per vedere se egli rinuncerà alla sua fede. Un'altra allegoria religiosa potrebbe rifarsi al Giardino dell'Eden, da cui Adamo (Truman), avendo mangiato dall'albero della conoscenza, se ne vuole andare dalla città perfetta. È significativa la frase con la quale Christof apre il dialogo con Truman «Io sono il Creatore (breve pausa) di uno show televisivo». Seahaven Island è l'Eden in cui nulla può succedere ad Adamo/Truman, protetto dagli abusi e dalla malvagità del mondo, ma egli vuole ricominciare un'altra vita, scegliendo in prima persona il suo futuro e non lasciandolo in mano a un artefice. Ma mentre Truman se ne va per sua scelta, Adamo invece viene essenzialmente costretto a farlo.
La teoria dei cristiani anarchiciinfine ritiene che il film sia un'analogia con il cammino individuale verso l'illuminazione, verso la ricerca della verità e della libertà da qualsiasi potere terrestre. Dopo aver scoperto che il mondo in cui vive è un'illusione, dove ogni cosa succede seguendo un ordine perfetto, un copione predeterminato, Truman è costretto a superare le sue paure e insicurezze per riuscire a scappare. Il finale è quindi l'arrivo ai cancelli del Regno dei Cieli.

## Riconoscimenti
- 1999 - Premio Oscar
  - Candidatura come migliore regia a Peter Weir
  - Candidatura come miglior attore non protagonista a Ed Harris
  - Candidatura come migliore sceneggiatura originale a Andrew Niccol
- 1999 - Golden Globe
  - Miglior attore in un film drammatico a Jim Carrey
  - Miglior attore non protagonista a Ed Harris
  - Migliore colonna sonora a Philip Glass e Burkhard von Dallwitz
  - Candidatura come miglior film drammatico
  - Candidatura come migliore regia a Peter Weir
  - Candidatura come migliore sceneggiatura a Andrew Niccol
- 1999 - Premio BAFTA
  - Migliore regia a Peter Weir
  - Migliore sceneggiatura originale a Andrew Niccol
  - Migliore scenografia a Dennis Gassner
  - Candidatura come miglior film a Scott Rudin, Andrew Niccol, Edward S. Feldman e Adam Schroeder
  - Candidatura come miglior attore non protagonista a Ed Harris
  - Candidatura come migliore fotografia a Peter Biziou
  - Candidatura come migliori effetti speciali a Michael J. McAlister, Brad Kuehn, Craig Barron e Peter Chesney
- 1998 - National Board of Review Award
  - Miglior attore non protagonista a Ed Harris
- 1999 - Critics' Choice Movie Award
  - Candidatura come miglior film
- 1998 - Chicago Film Critics Association Award
  - Migliore colonna sonora a Burkhard von Dallwitz e Philip Glass
  - Candidatura come miglior film
  - Candidatura come migliore regia a Peter Weir
  - Candidatura come miglior attore protagonista a Jim Carrey
  - Candidatura come miglior sceneggiatura a Andrew Niccol
- 1999 - Saturn Award
  - Miglior film fantasy
  - Migliore sceneggiatura a Andrew Niccol
  - Candidatura come migliore regia a Peter Weir
  - Candidatura come miglior attore protagonista a Jim Carrey
  - Candidatura come miglior attore non protagonista a Ed Harris
- 1999 - MTV Movie Award
  - Migliore performance maschile a Jim Carrey
  - Candidatura come miglior film
- 1998 - Satellite Award
  - Migliore scenografia a Dennis Gassner
- 1999 - Nastro d'argento
  - Miglior doppiaggio maschile a Roberto Pedicini (Per la voce di Jim Carrey)
  - Candidatura come miglior regista straniero a Peter Weir
- 1998 - European Film Award
  - Miglior film internazionale a Peter Weir
- 1999 - Directors Guild of America
  - Candidatura come miglior regia a Peter Weir
- 1999 - Empire Award
  - Candidatura come miglior film
- 1999 - Southeastern Film Critics Association Award
  - Miglior attore non protagonista a Ed Harris
- 1999 - Ciak d'oro
  - Miglior film straniero

- 1999 - ASCAP Award
  - Top Box Office Films a Philip Glass e Burkhard von Dallwitz
- 1999 - American Comedy Awards
  - Candidatura come Attore più divertente a Jim Carrey
- 1999 - AACTA Awards
  - Candidatura come miglior film straniero a Peter Weir e Scott Rudin
- 1999 - Blockbuster Entertainment Award
  - Miglior attore non protagonista in un film drammatico a Ed Harris
  - Candidatura come miglior attore in un film drammatico a Jim Carrey
  - Candidatura come miglior attrice non protagonista in un film drammatico a Laura Linney
- 1998 - Bogey Award
  - Bogey Award
- 1999 - British Society of Cinematographers
  - Candidatura come migliore fotografia a Peter Biziou
- 1999 - Chlotrudis Award
  - Candidatura come migliore sceneggiatura a Andrew Niccol
- 1999 - Costume Designers Guild Award
  - Candidatura come migliori costumi a Marilyn Matthews
- 1999 - Film Critics Circle of Australia Award
  - Miglior film straniero
- 1999 - Fotogramma d'argento
  - Miglior film straniero a Peter Weir
- 1999 - Florida Film Critics Circle Award
  - Migliore regia a Peter Weir
- 1999 - Premio Hugo
  - Miglior rappresentazione drammatica a Peter Weir e Andrew Niccol
- 1999 - International Monitor Award
  - Premio per la correzione del colore a Bryan McMahan
- 1999 - Kids' Choice Award
  - Candidatura come miglior attore protagonista a Jim Carrey
- 1999 - London Critics Circle Film Award
  - Regista dell'anno a Peter Weir
  - Sceneggiatore dell'anno a Andrew Niccol
  - Candidatura come Film dell'anno
- 1999 - Golden Reel Award
  - Candidatura come miglior montaggio sonoro
- 1999 - movieGuide Award
  - Grace Award a Jim Carrey
- 1999 - Online Film Critics Society Award
  - Migliore sceneggiatura originale a Andrew Niccol
  - Candidatura come miglior film
  - Candidatura come migliore regia a Peter Weir
  - Candidatura come miglior attore non protagonista a Ed Harris
  - Candidatura come miglior montaggio a William M. Anderson e Lee Smith
- 1999 - Robert Festival
  - Miglior film statunitense a Peter Weir
- 1998 - Semana Internacional de Cine de Valladolid
  - Candidatura come Espiga de oro a Peter Weir
- 1999 - Writers Guild of America
  - Candidatura come miglior sceneggiatura a Andrew Niccol
- 1999 - Young Artist Award
  - Candidatura come miglior film drammatico per la famiglia